# Kebondowo
Kebondowo is een bestuurslaag in het regentschap Semarang van de provincie Midden-Java, Indonesië. Kebondowo telt 6658 inwoners (volkstelling 2010).